# 維也納河

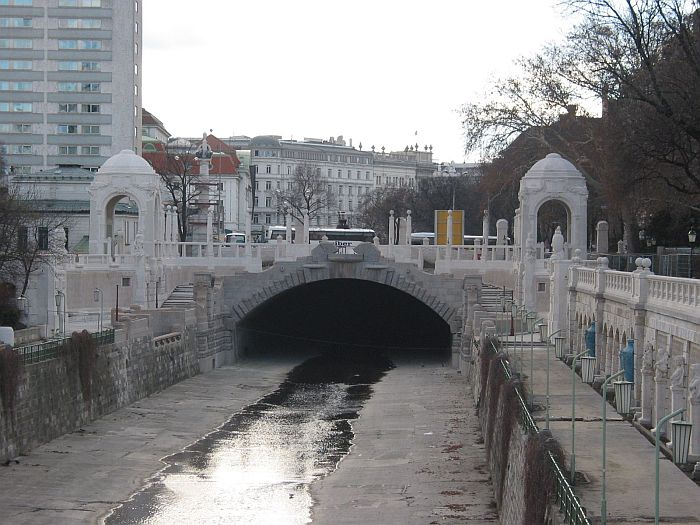

維也納河（德語：Wienfluss）是奧地利的河流，流經首都維也納，河道全長34公里，流域面積230平方公里，發源自普雷斯鮑姆附近，維也納河畔劇院位於其河畔。
48°12′17″N 16°22′50″E / 48.20472°N 16.38056°E